# اريك ويستوود
اريك ويستوود (بالإنجليزية: Eric Westwood)‏ (25 سبتمبر 1917 في المملكة المتحدة - 2001) هو لاعب كرة قدم بريطاني (وحمل سابقاً جنسية المملكة المتحدة لبريطانيا العظمى وأيرلندا) في مركزي الدفاع والظهير. لعب مع تشيلسي ومانشستر سيتي ومانشستر يونايتد ونادي ألترينتشام.

## وصلات خارجية
- اريك ويستوود على موقع قاعدة بيانات كرة القدم.إي يو (الإنجليزية)